# Polydeuces (måne)
Polydeuces er en af planeten Saturns måner: Den blev opdaget 21. oktober 2004 af et hold astronomer under ledelse af Carolyn C. Porco, og lige efter opdagelsen fik den den midlertidige betegnelse S/2004 S 5. Den 21. januar 2005 vedtog den Internationale Astronomiske Union at opkalde månen efter Polydeuces, også kendt som Castors bror Pollux fra den græske mytologi. På visse sprog, herunder fransk og spansk, kaldes denne måne for Pollux.
Månen kendes desuden som Saturn XXXIV (XXXIV er romertallet for 34).
Polydeuces følger samme omløbsbane omkring Saturn som Dione, på den måde at Polydeuces befinder sig omkring Lagrange-punktet L5 i forhold til Saturn-Dione-systemet. I samme systems L4-punkt findes månen Helene, og sådanne arrangementer med flere måner i samme omløbsbane findes der flere eksempler på blandt Saturns måner. Polydeuces er alligevel speciel, fordi den fra tid til anden bevæger sig op til 32 grader fra L5-punktets teoretiske position; den største afvigelse blandt de Saturn-måner der deler omløbsbaner på denne måde.